# 张小康
张小康，中华人民共和国政治人物、外交官。生于上海，祖籍浙江镇海。父亲华健。
2000年，担任中华人民共和国驻爱尔兰大使。2007年，接替张云，担任中华人民共和国驻新加坡大使。2010年，由魏苇接任。